# Vụ nổ pháo hoa ở chợ San Pablito 2016
Vụ nổ pháo hoa ở chợ San Pablito hoặc vụ nổ pháo hoa Tultepec xảy ra vào ngày 20 tháng 12 năm 2016 lúc 2:51 sáng theo giờ GMT (UTC -7), tại chợ San Pablito Tultepec, phía bắc Thành phố Mexico.. Ít nhất 42 người đã thiệt mạng và hàng chục người khác bị thương.

## Bối cảnh

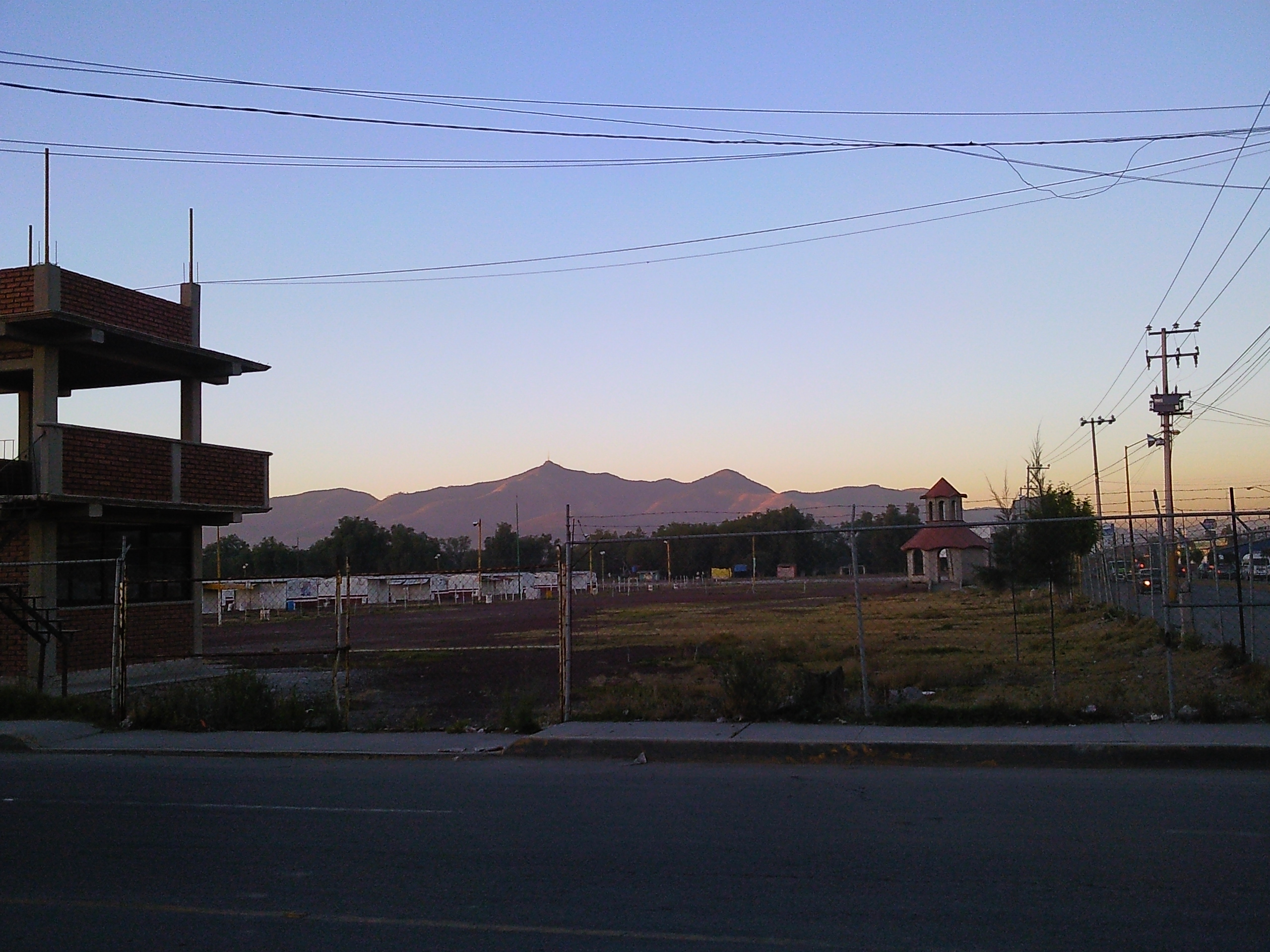
Một phần chợ San Pablito năm 2010

Tultepec có một nền công nghiệp sản xuất pháo hoa lớn, với một trăm năm lịch sử sản xuất pháo hoa. Hơn 65% dân số thành phố trực tiếp hoặc gián tiếp tham gia vào các hoạt động sản xuất pháo hoa. Điển hình là Acaduto Mexiquense de la Pirotecnia và 436 xưởng hoặc cửa hàng pháo hoa đã được đăng ký tại thành phố Tultepec. Chợ San Pablito là một trung tâm quan trọng cho pháo hoa thủ công ở Mexico. Thành phố đã thực hiện các biện pháp an ninh mới trên thị trường sau vụ nổ liên quan đến pháo hoa năm 2005 và 2006.

## Vụ nổ
Nguyên nhân vụ nổ chưa được xác định, nhưng một số nguồn tin cho rằng thuốc súng trong pháo hoa gây ra vụ nổ liên tục. Báo cáo cho rằng 300 tấn pháo hoa đã được lưu trữ tại chợ San Pablito ngày hôm đó. Vụ nổ xảy ra vào khoảng 3:00 CST (21:00 UTC). Theo Bộ trưởng Chính phủ Edomex José Manzur Quiroga, ít nhất 32 người đã thiệt mạng và 59 người bị thương. Trong số người chết, 26 người chết tại chỗ và sáu người chết trên đường tới bệnh viện và chết trong bệnh viện do các vết bỏng quá nặng. Trong tổng số người bị thương, 46 người được đưa đi cấp cứu tại bệnh viện và năm người trong số họ đang trong tình trạng nguy kịch.
Sáu trẻ em bị thương, trong đó có một bé gái bị bỏng 90% cơ thể. Sau khi tình trạng của cô bé ấy ổn định và cha mẹ cô bé được liên lạc, những đứa trẻ sẽ được gửi đến Bệnh viện Shriners dành cho trẻ em ở Galveston, Texas, Hoa Kỳ, để được điều trị thêm. Một số ngôi nhà xung quanh khu chợ đã bị hư hỏng nặng  và hầu hết chợ đã bị thiêu rụi.